# Clitunno Tempietto

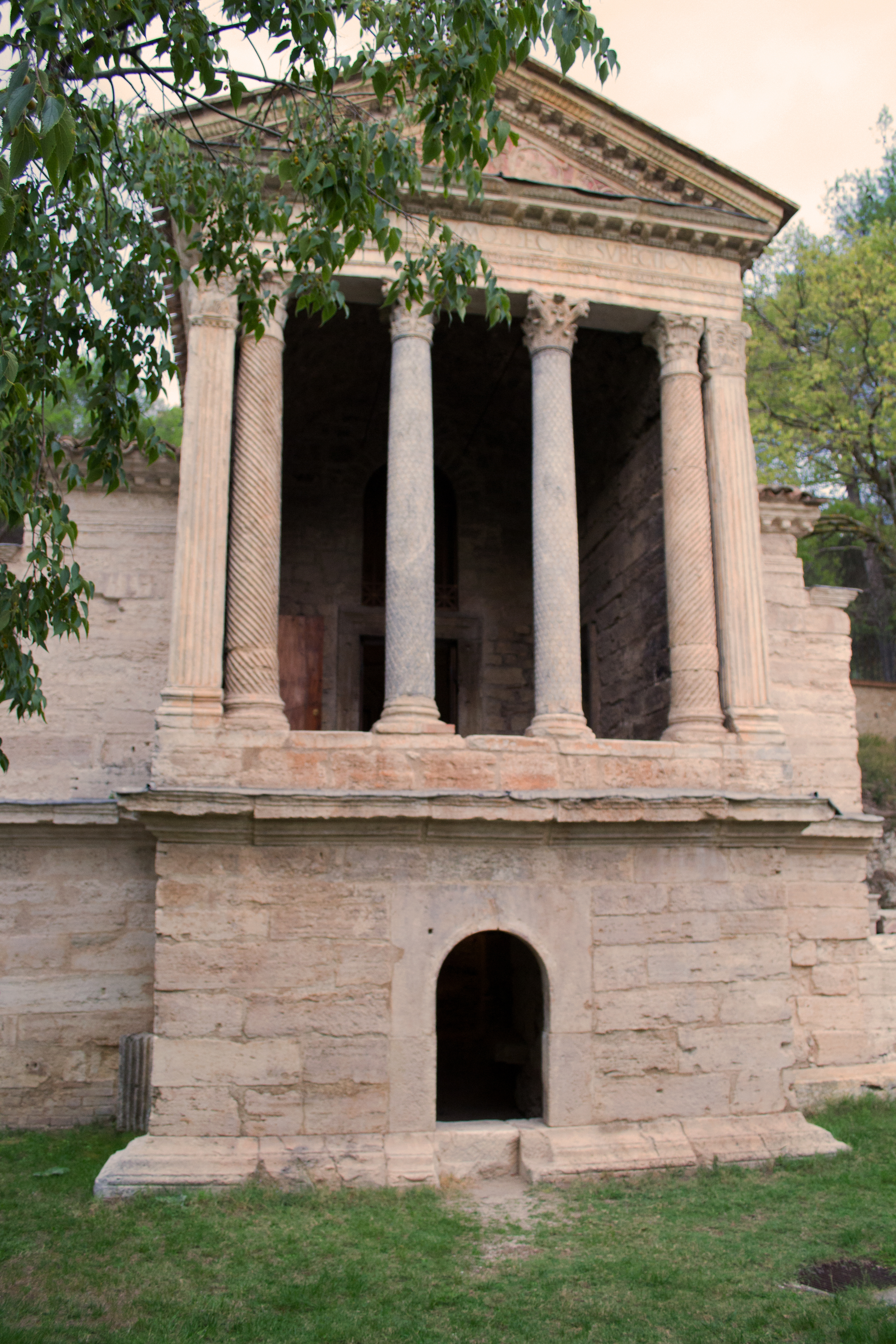
De Clitunno Tempietto

De Clitunno Tempietto of de Tempietto del Clitunno (Italiaans: Tempeltje van Clitunno) is een kerkje aan de Clitunnorivier, gelegen vlak bij de plaats Campello sul Clitunno in de Italië regio Umbrië.
De Clitunno Tempietto heeft een heidense oorsprong en was destijds gewijd aan de riviergod van de Clitunnorivier. In de achtste eeuw, ten tijde van de heerschappij van de Longobarden, werd de tempel voorzien van fresco's van de heiligen Petrus en Paulus. Dit zijn de oudste fresco's van Umbrië.
In 2011 heeft UNESCO het kerkje samen met zes andere locaties aangewezen als werelderfgoed onder de gemeenschappelijke naam Longobarden in Italië. Plaatsen van macht (568-774 na Christus).
- Library of Congress Control Number: n97017430
- Nationale Bibliotheek van Israël: 987007572987305171
- Virtual International Authority File: 125658124